# Догадкин, Дмитрий Николаевич
Дми́трий Никола́евич Дога́дкин (род. 6 марта 1967) — российский дипломат. Чрезвычайный и полномочный посол (2023).

## Биография
Окончил факультет международных экономических отношений МГИМО МИД СССР (1990). Владеет арабским и английским языками. На дипломатической работе с 1990 года.
- В 2009—2013 годах — старший советник, советник-посланник Посольства России в Сирии.
- В 2013—2017 годах — начальник отдела в Департаменте Ближнего Востока и Северной Африки МИД России.
- С 21 декабря 2017 по 9 ноября 2021 года — чрезвычайный и полномочный посол Российской Федерации в Омане[1][2].
- С 9 ноября 2021 года — чрезвычайный и полномочный посол Российской Федерации в Катаре[3].

## Дипломатический ранг
- Чрезвычайный и полномочный посланник 2 класса (4 февраля 2013)[4]
- Чрезвычайный и полномочный посланник 1 класса (11 июня 2019)[5].
- Чрезвычайный и полномочный посол (9 июня 2023)[6].

## Награды
- Медаль ордена «За заслуги перед Отечеством» II степени (25 июля 2013) — За большой вклад в реализацию внешнеполитического курса Российской Федерации на сирийском направлении[7]
- Почётная грамота президента Российской Федерации (9 августа 2023) — За вклад в реализацию внешнеполитического курса Российской Федерации и многолетнюю добросовестную дипломатическую службу[8]